# Burgstall Sallach
Der Burgstall Sallach bezeichnet eine abgegangene spätmittelalterliche Niederungsburg an der Stelle der Ortskirche St. Ulrich von Sallach, einem Gemeindeteil der niederbayerischen Gemeinde Rimbach im Landkreis Rottal-Inn. Die Anlage wird als Bodendenkmal unter der Aktennummer D-2-7541-0026 mit der Beschreibung „Burgstall des späten Mittelalters und der frühen Neuzeit sowie untertägige mittelalterliche und frühneuzeitliche Befunde und Funde im Bereich der Kath. Filialkirche St. Ulrich in Sallach“ geführt.

## Beschreibung

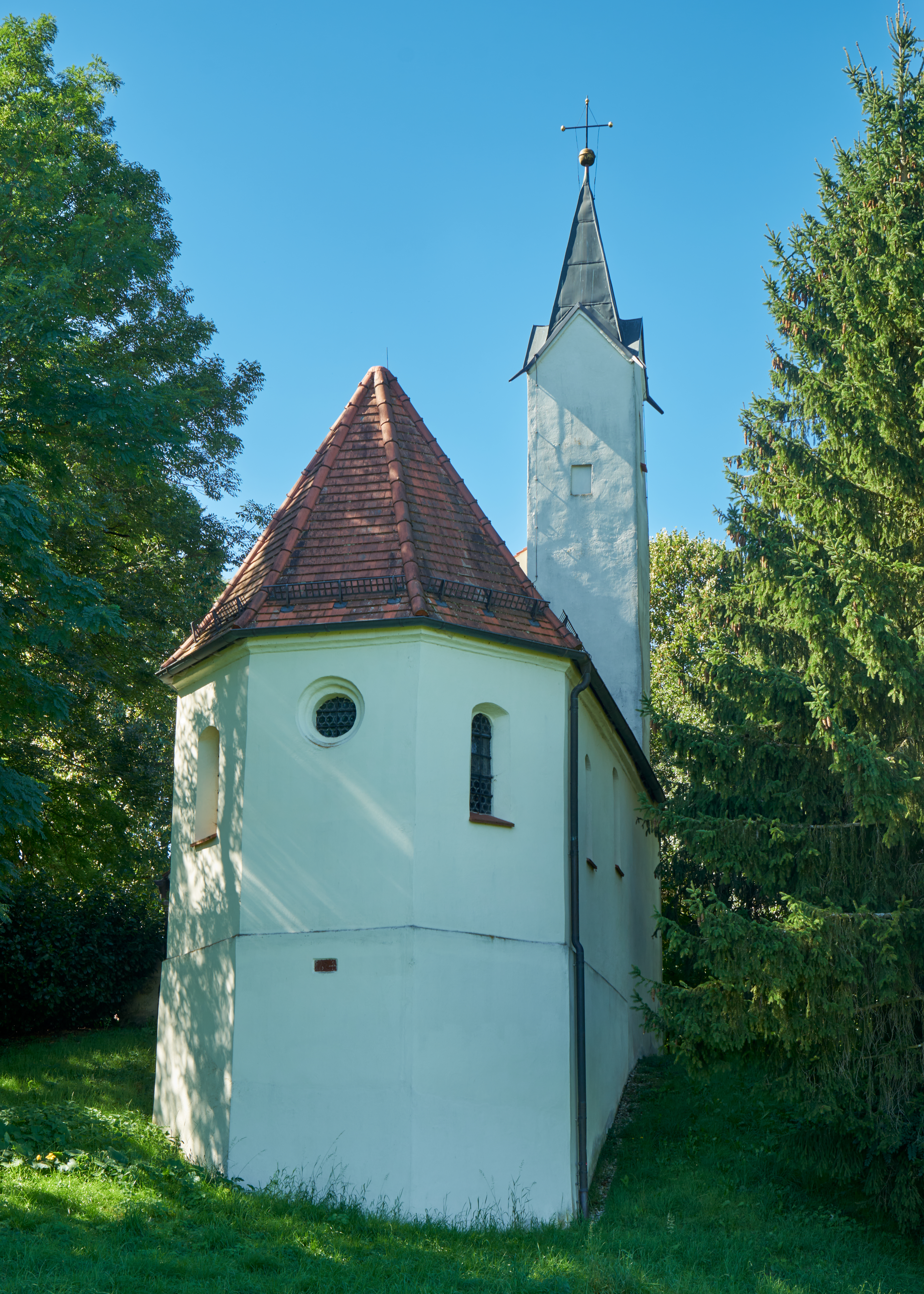
Filialkirche St. Ulrich, ehemalige Schlosskapelle

Auf dem Areal des Burgstalls Sallach steht heute die Filialkirche St. Ulrich, die ehemalige Schlosskapelle der abgegangenen Burg Sallach. Der Burgstall liegt unweit des Sallacher Grabens, eines Zuflusses zum Eibach, der wieder ein linker Zufluss des Steinbachs zur Rott ist. Der Burgstall liegt auf einem künstlich erhöhten und steil geböschten Hügel mit einem Plateau in der Größe von 20 (in Ost-West-Richtung) mal 15 m (in Nord-Süd-Richtung). Gegen das Dorf zu erkennt man noch den früheren Abschnittsgraben als flache Geländemulde. Umwehrungselemente im Norden und Osten sind als zweifacher Ringgraben mit einem dazwischenliegenden Wall zu erkennen. In der aufgeworfenen Erde sind zahlreiche Ziegelstückchen zu finden.